# Eschlkam
Eschlkam là một đô thị ở huyện Cham bang Bayern nước Đức. Đô thị Eschlkam có diện tích 60,5 km², dân số thời điểm ngày 31 tháng 12 năm 2006 là 3530 người.
Thị trấn nằm trong khu vực rừng Bohemia. Ở đây có đường cắt biên giới với Séc.